# بيلكامب هاوس
بيلكامب هاوس (أحيانًا بيلكامب هال) هو منزل جورجي ومدرسة سابقة، يقع داخل عقار كبير قبالة طريق ملاهيدة في بالغريفين في الضواحي الشمالية لمدينة دبلن، أيرلندا. تم تصميم المنزل من قبل المهندس المعماري الشهير جيمس هوبان، الذي صمم أيضًا البيت الأبيض في واشنطن العاصمة. لقد صممه بمكتب بيضاوي و هو مكتب رئيس الولايات المتحدة و يقع في الجزء الخلفي من مبنى البيت الأبيض.

## التاريخ

### مؤسسة
تم بناء هذا المنزل في عام 1785 من قبل جيمس هوبان (الذي صمم لاحقًا البيت الأبيض في واشنطن العاصمة) ، لعائلة بيرتون والسير إدوارد نيوينهام، و هو عضو البرلمان الأيرلندي وداعم متحمس للحزب الجمهوري في الولايات المتحدة الذي تراسل مع جورج واشنطن.